# Reflexión (física)

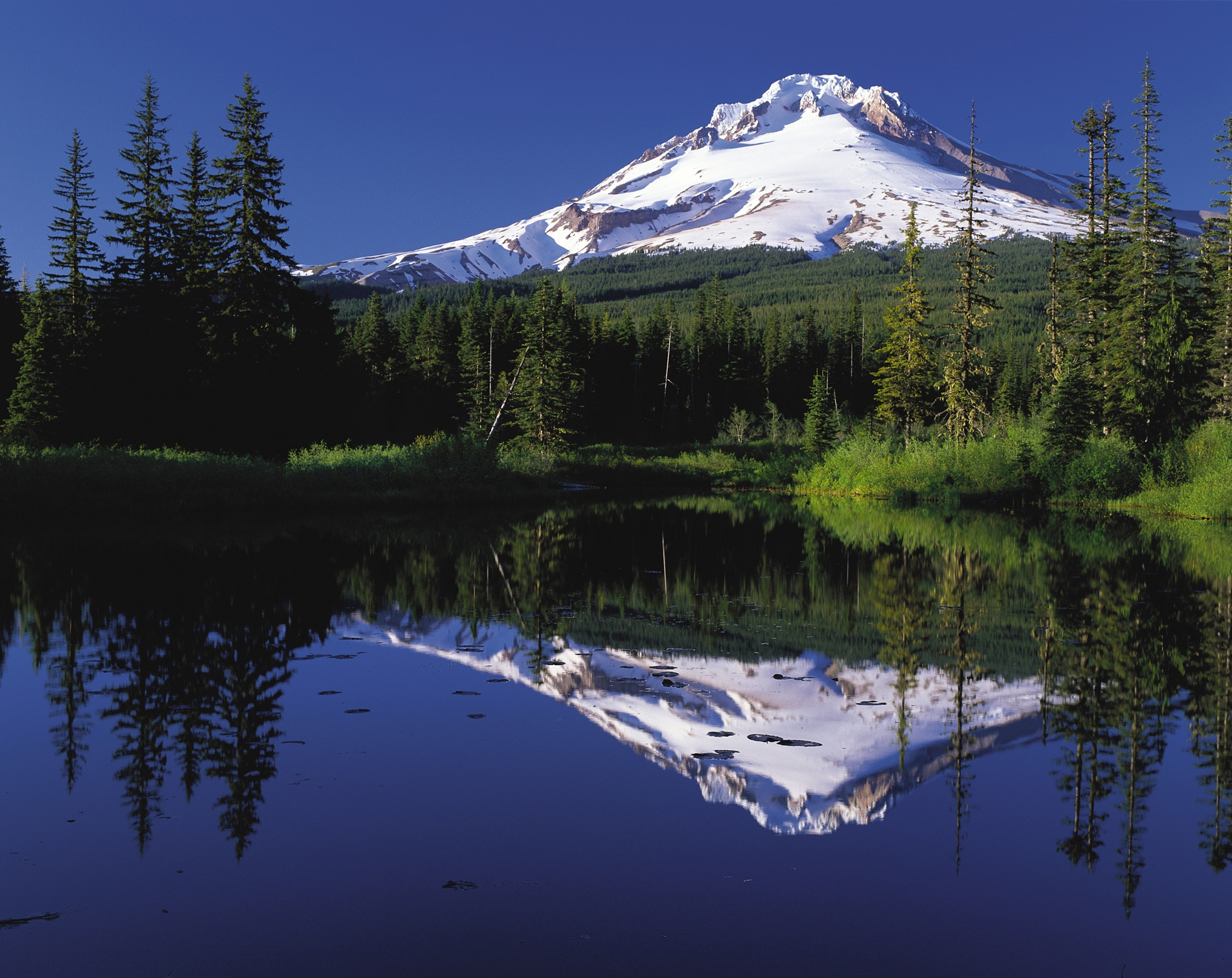
Reflejo del Monte Hood en el lago Trillium.

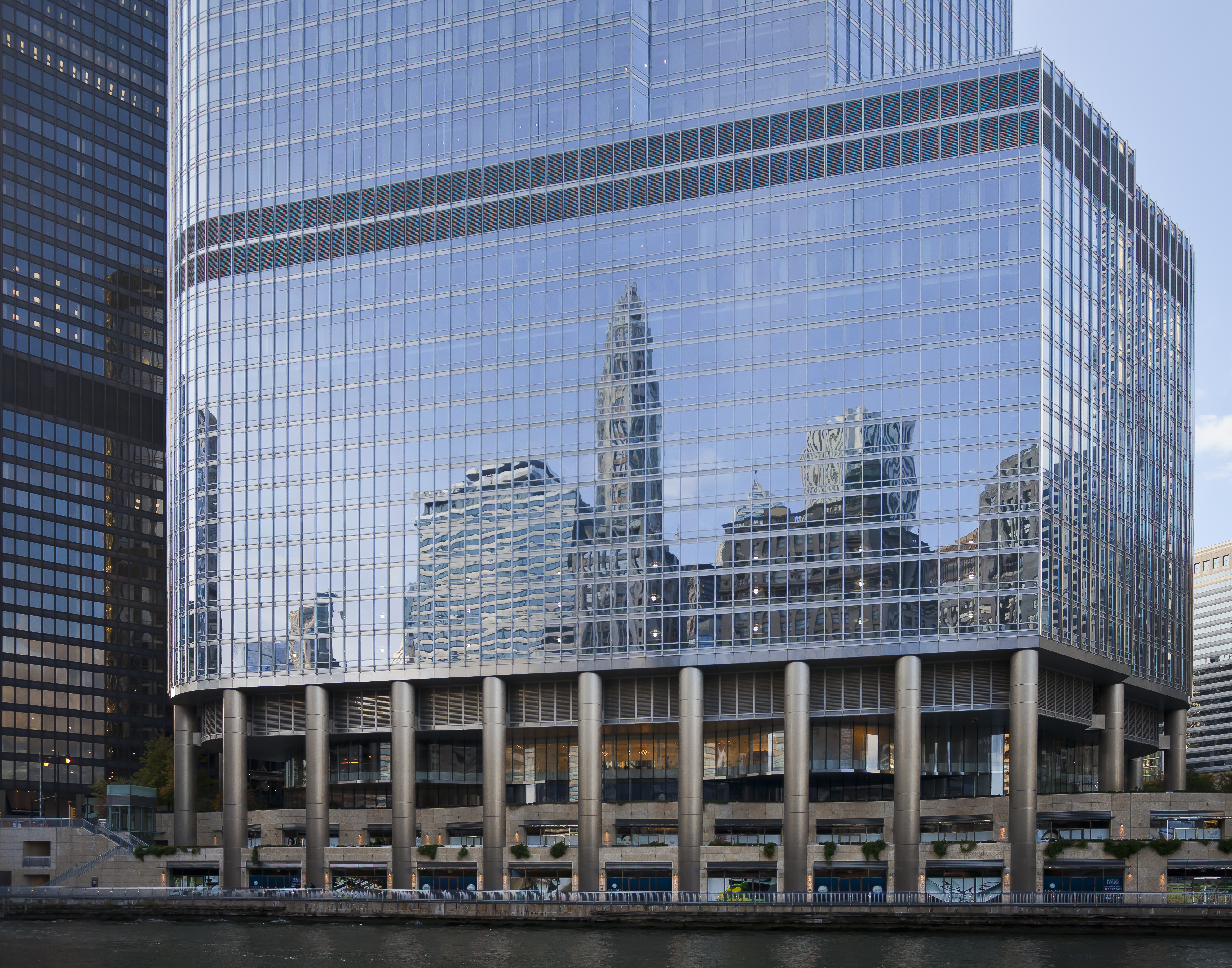
Reflejo de un skyline en un edificio.

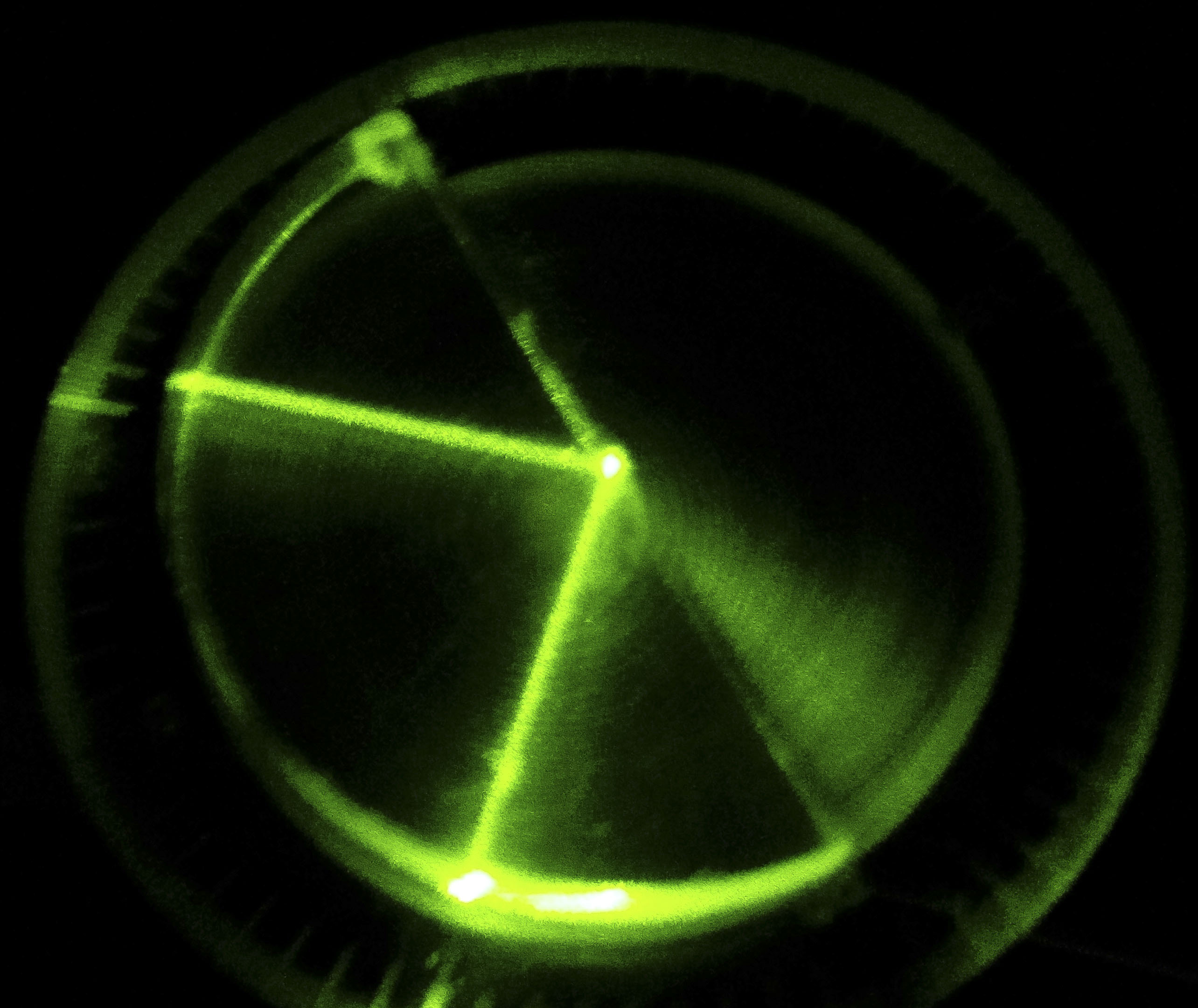
Láser reflejado usando un semidisco de acrílico.

Se le llama reflexión al cambio de dirección de una onda al entrar en contacto con la superficie (interfaz) que separa dos medios diferentes. Algunos ejemplos comunes son la reflexión de la luz, el sonido y las ondas de agua. La ley de la reflexión dice que para la reflexión especular (por ejemplo en un espejo) el ángulo con el que la onda incide en la superficie es igual al ángulo con el que se refleja.
En acústica, la reflexión provoca ecos y se utiliza en sonar. En geología, es importante en el estudio de las ondas sísmicas. La reflexión se observa con ondas superficiales en masas de agua. La reflexión se observa con muchos tipos de ondas electromagnéticas, además de la luz visible. La reflexión de VHF y frecuencias más altas es importante para la transmisión de radio y para el radar. Incluso los rayos X duros y los rayos gamma pueden reflejarse en ángulos poco profundos con espejos "rasantes" especiales.

## Reflexión de la luz
La luz es una fuente de energía. Gracias a ella las imágenes pueden ser reflejadas en un espejo, en la superficie del agua o un suelo muy brillante. Esto se debe a un fenómeno llamado reflexión de la luz. La reflexión ocurre cuando los rayos de luz que inciden en una superficie chocan en ella, se desvían y regresan al medio que salieron formando un ángulo igual al de la luz incidente, muy distinta a la refracción.
De hecho, la reflexión de la luz puede producirse siempre que la luz viaja de un medio de un índice de refracción determinado a un medio con un índice de refracción diferente. En el caso más general, una cierta fracción de la luz se refleja en la interfase, y el resto se refracta. Resolver las ecuaciones de Maxwell para un rayo de luz que incide en una frontera permite derivar las ecuaciones de Fresnel, que pueden utilizarse para predecir qué parte de la luz se refleja y qué parte se refracta en una situación dada. Esto es análogo a la forma en que la desajuste de impedancias en un circuito eléctrico provoca la reflexión de las señales. La reflexión interna total de la luz procedente de un medio más denso se produce si el ángulo de incidencia es mayor que el ángulo crítico.
La reflexión interna total se utiliza como medio para enfocar ondas que no pueden reflejarse eficazmente por medios comunes. Los telescopios de rayos X se construyen creando un «túnel» convergente para las ondas. A medida que las ondas interactúan en ángulo bajo con la superficie de este túnel se reflejan hacia el punto de enfoque (o hacia otra interacción con la superficie del túnel, dirigiéndose finalmente al detector en el foco). Un reflector convencional sería inútil, ya que los rayos X simplemente atravesarían el reflector previsto.
Cuando la luz se refleja en un material con mayor índice de refracción que el medio en el que viaja, sufre un desplazamiento de fase de 180°. Por el contrario, cuando la luz se refleja en un material con un índice de refracción más bajo, la luz reflejada está en fase con la luz incidente. Se trata de un principio importante en el campo de la óptica de película fina.
La reflexión especular forma imágenes. La reflexión en una superficie plana forma una imagen especular, que parece estar invertida de izquierda a derecha porque comparamos la imagen que vemos con la que veríamos si estuviéramos girados en la posición de la imagen. La reflexión especular en una superficie curva forma una imagen que puede ser aumentada o desmagnificada; los espejos curvos tienen potencia óptica. Dichos espejos pueden tener superficies esféricas o parabólico.
Es el cambio de dirección, en el mismo medio, que experimenta un rayo luminoso al incidir oblicuamente sobre una superficie.
Para este caso las leyes de la reflexión son las siguientes:
1a. ley: El rayo incidente, el rayo reflejado y la normal, se encuentran en un mismo plano.
2a. ley: El ángulo de incidencia es igual al ángulo de reflexión. 

### Reflexión especular o regular

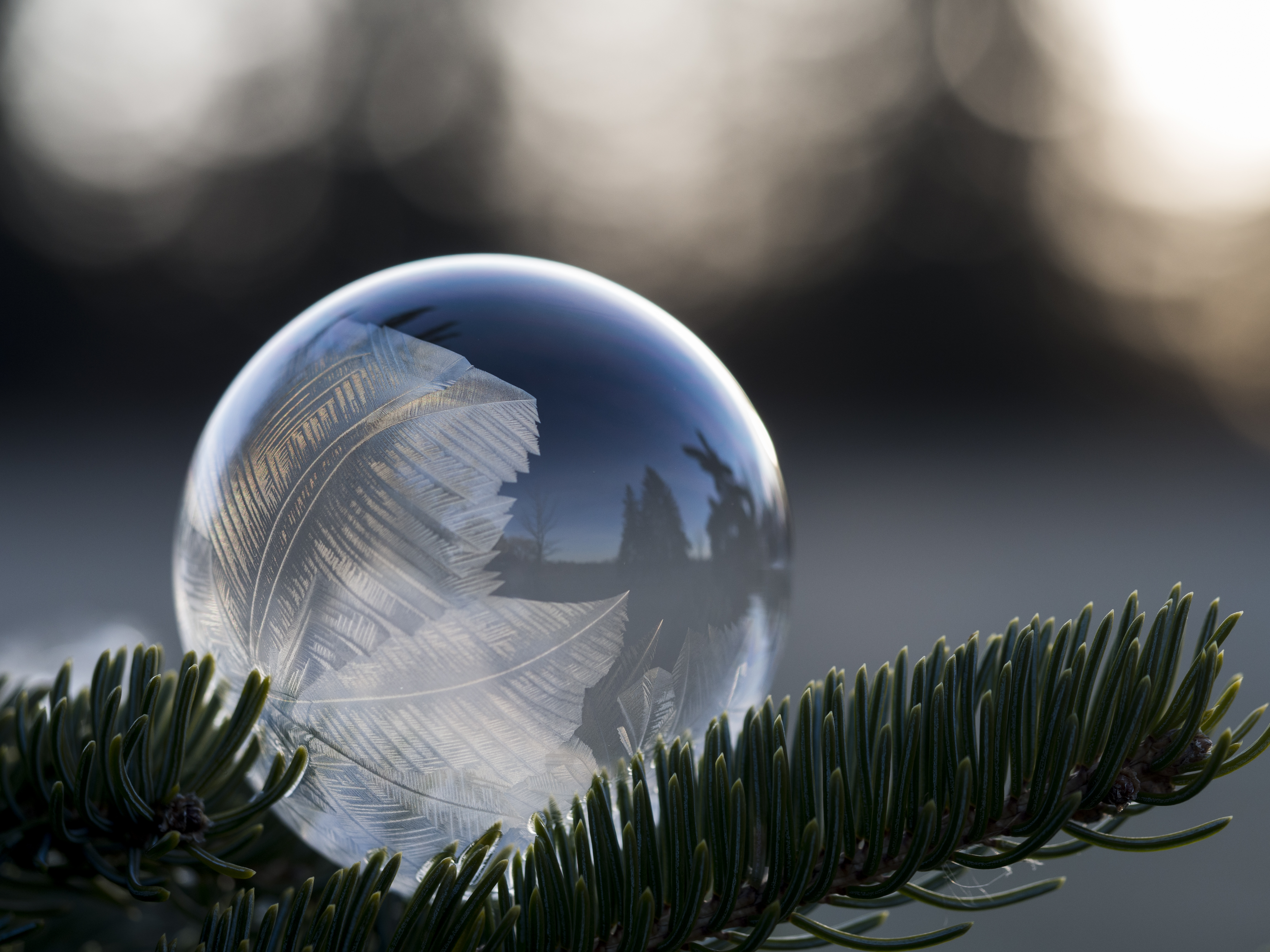
Reflejo sobre una burbuja de jabón.

La reflexión especular se produce cuando un rayo de luz incide sobre una superficie pulida (espejo) y cambia su dirección sin cambiar el medio por donde se propaga.

### Mecanismo
En electrodinámica clásica, la luz se considera una onda electromagnética, que se describe mediante las ecuaciones de Maxwell. Las ondas luminosas que inciden en un material inducen pequeñas oscilaciones de polarización en los átomos individuales (u oscilación de los electrones, en los metales), lo que hace que cada partícula irradie una pequeña onda secundaria en todas direcciones, como una antena dipolo. Todas estas ondas se suman para dar la reflexión especular y la refracción, según el Principio de Fresnel - Huygens.
En el caso de los dieléctricos como el vidrio, el campo eléctrico de la luz actúa sobre los electrones del material, y los electrones en movimiento generan campos y se convierten en nuevos radiadores. La luz refractada en el vidrio es la combinación de la radiación frontal de los electrones y la luz incidente. La luz reflejada es la combinación de la radiación hacia atrás de todos los electrones.
En los metales, los electrones sin energía de enlace se denominan electrones libres. Cuando estos electrones oscilan con la luz incidente, la diferencia de fase entre su campo de radiación y el campo incidente es π (180°), por lo que la radiación hacia delante anula la luz incidente, y la radiación hacia atrás es sólo la luz reflejada.
La interacción luz-materia en términos de fotones es un tema de la electrodinámica cuántica, y es descrita en detalle por Richard Feynman en su popular libro QED: La extraña teoría de la luz y la materia.

## Reflexión interna total

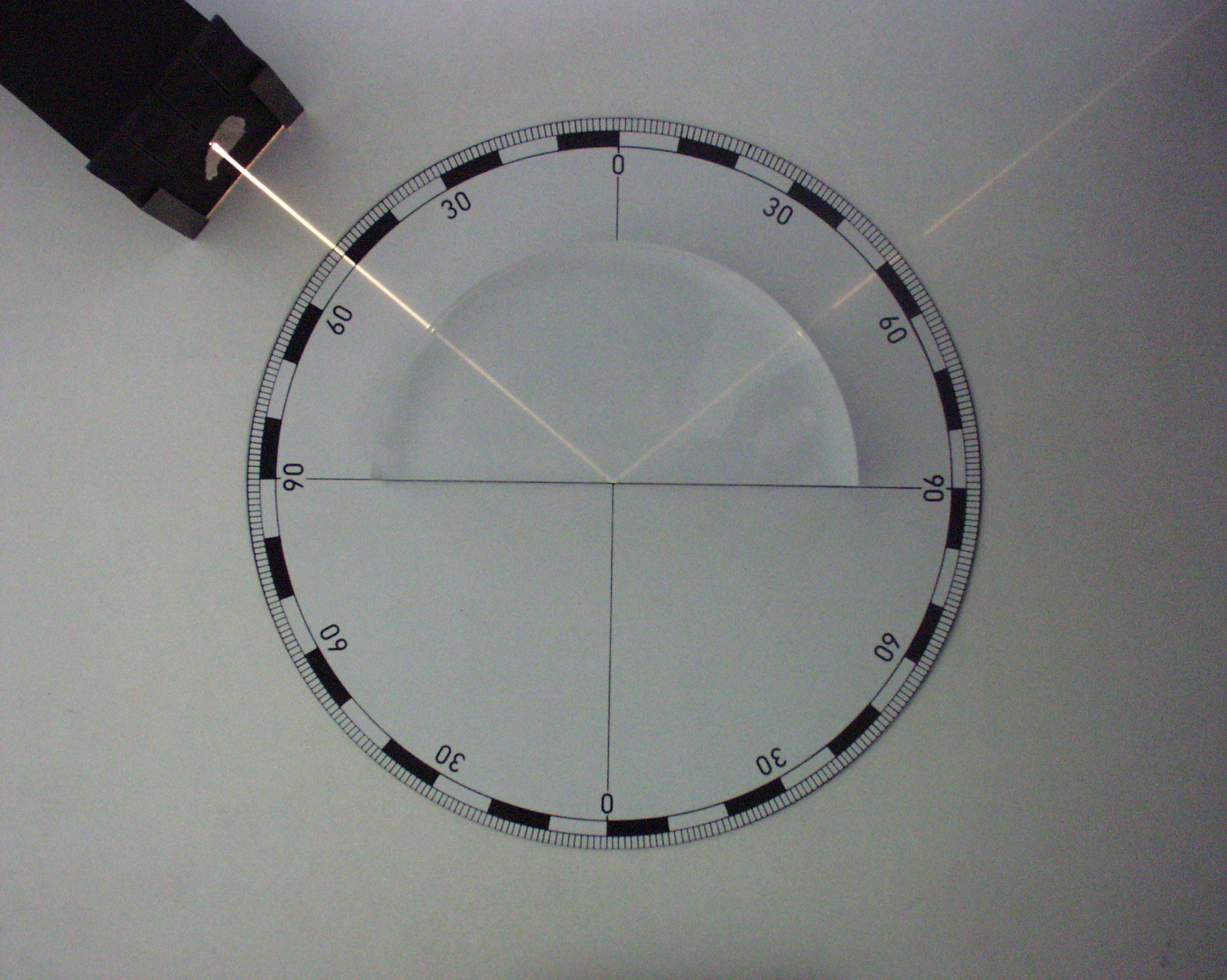
Reflexión interna total de la luz.

Cuando en la refracción el ángulo de incidencia es mayor que el ángulo crítico ocurre lo que se conoce como reflexión interna total. Cálculo del ángulo crítico:

{\displaystyle {\sin \alpha _{\mathrm {c} }=n_{2,1}}\,\!}

en fórmula:
{\displaystyle \alpha _{\mathrm {c} }\,\!}: ángulo crítico;
{\displaystyle n_{2,1}\,\!}: índice de refracción.

### Retrorreflexión

Principio de funcionamiento de un reflector de esquina.

La retrorreflexión es la capacidad que tienen algunas superficies que por su estructura pueden reflejar la luz de vuelta hacia la fuente, sin que importe el ángulo de incidencia original. Este comportamiento se puede observar en un espejo, pero únicamente cuando este se encuentra perpendicular a la fuente; es decir, cuando el ángulo de incidencia es igual a 90°. Se puede construir un retrorreflector simple colocando tres espejos ordinarios de forma que todos sean perpendiculares entre sí (un reflector esquinero). La imagen que se produce es igual a la imagen producida por un espejo pero invertida. Tal como se observa en la figura, la combinación de las diferentes superficies hace que el haz de luz sea reflejado de vuelta a la fuente. 
Si a una superficie se le aplica una pequeña capa de esferas reflectivas es posible obtener una superficie con una capacidad limitada de retrorreflexión. El mismo efecto se puede obtener si se dota a la superficies con una estructura similar a pequeñas pirámides (reflexión esquinera). En ambos casos, la estructura interna de la superficie refleja la luz que incide sobre ella y la envía directamente hacia la fuente. Este tipo de superficies se utilizan para crear las señales de tránsito y las placas de los automóviles; en este caso particular no se desea una retrorreflexión perfecta, pues se quiere que la luz retorne tanto hacia las luces del vehículo que emite el haz de luz como a los ojos de la persona que lo va conduciendo.

### Reflexión acoplada compleja
La luz se refleja exactamente en la dirección de la fuente de donde proviene debido a un proceso óptico no lineal. En este tipo de reflexión, no solo se invierte la dirección de la luz; también se invierte el frente de la onda. Un reflector acoplado se puede utilizar para eliminar aberraciones en un haz de luz, reflejándose y haciéndola pasar de nuevo por el dispositivo óptico que causa la aberración.

### Reflexión difusa

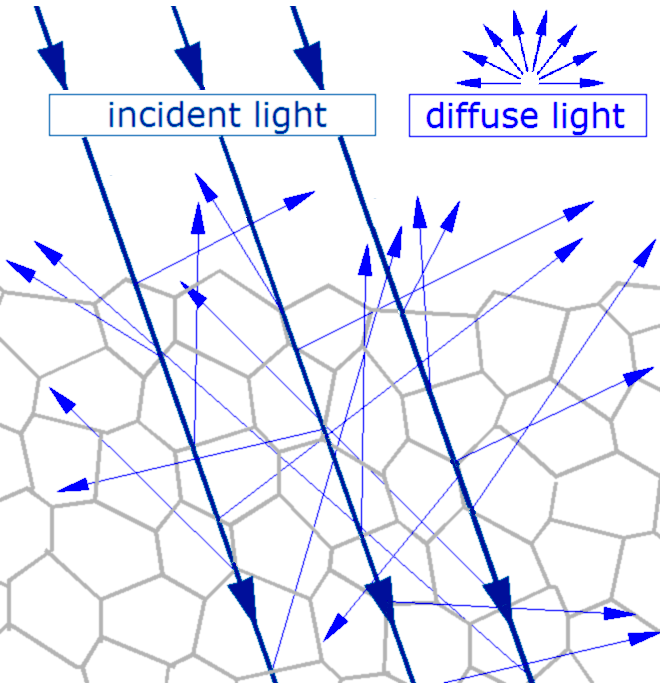
Mecanismo general de dispersión que da la reflexión difusa por una superficie sólida

Cuando la luz incide en la superficie de un material (no metálico), rebota en todas direcciones debido a múltiples reflexiones por las irregularidades microscópicas en el interior del material (por ejemplo, los límites del grano de un material policristalino, o los célula o fibra de un material orgánico) y por su superficie, si ésta es rugosa. Así, no se forma una imagen. Esto se denomina reflexión difusa. La forma exacta de la reflexión depende de la estructura del material. Un modelo común para la reflexión difusa es la reflectancia lambertiana, en la que la luz se refleja con igual luminancia (en fotometría) o radiancia (en radiometría) en todas las direcciones, como define la ley del coseno de Lambert.
La luz que envían a nuestros ojos la mayoría de los objetos que vemos se debe a la reflexión difusa de su superficie, por lo que éste es nuestro principal mecanismo de observación física.

### Reflejos múltiples

Reflejos múltiples en dos espejos planos con un ángulo de 60°

Cuando la luz se refleja en un espejo, aparece una sola imagen. Dos espejos colocados exactamente frente a frente dan la apariencia de un número infinito de imágenes a lo largo de una línea recta. Las múltiples imágenes que se ven entre dos espejos situados en ángulo uno respecto al otro se sitúan sobre un círculo. El centro de ese círculo se sitúa en la intersección imaginaria de los espejos. Un cuadrado de cuatro espejos colocados frente a frente da la apariencia de un número infinito de imágenes dispuestas en un plano. Las múltiples imágenes que se ven entre cuatro espejos que forman una pirámide, en la que cada par de espejos forma un ángulo entre sí, se encuentran sobre una esfera. Si la base de la pirámide tiene forma de rectángulo, las imágenes se extienden sobre una sección de un toroide.
Tenga en cuenta que se trata de ideales teóricos, que requieren una alineación perfecta de reflectores perfectamente lisos y planos que no absorban nada de luz. En la práctica, estas situaciones sólo pueden aproximarse pero no alcanzarse porque los efectos de cualquier imperfección superficial en los reflectores se propagan y magnifican, la absorción extingue gradualmente la imagen y cualquier equipo de observación (biológico o tecnológico) interferirá.

## Interpretación cuántica
Todas las interacciones entre fotones y materia se describen como una serie de absorciones y emisiones de fotones. Cuando un fotón que llega golpea una molécula en la superficie de la materia, es absorbido y casi de inmediato vuelto a emitir. El "nuevo" fotón puede emitirse en cualquier dirección; esto causaría una reflexión difusa.[cita requerida]
La reflexión especular (siguiendo la ley de la reflexión equi-angular de Herón) es un efecto de la mecánica cuántica, explicado como la suma de los caminos más probables tomados por los fotones. La interacción con materia liviana es un tópico de la electrodinámica cuántica, descrita por Richard Feynman en su libro QED:La extraña teoría de la luz y la materia.
La energía de un fotón que llega a una molécula puede que concuerde con la energía requerida para cambiar el estado de la molécula, causando una transición en el estado cinético, rotacional, electrónica o vibracional de la energía. Cuando esto ocurre, puede que el fotón absorbido no se reemita o puede que se reemita con pérdida de energía. Estos efectos son conocidos como Raman, Brillouin.

## Otros tipos de reflexión

### Reflexión de neutrones
Los materiales que reflejan neutrones, como el berilio, se utilizan en reactores nucleares y armas nucleares. En las ciencias físicas y biológicas, la reflexión de neutrones de átomos dentro de un material se utiliza comúnmente para determinar la estructura interna del material.

### Reflexión acústica

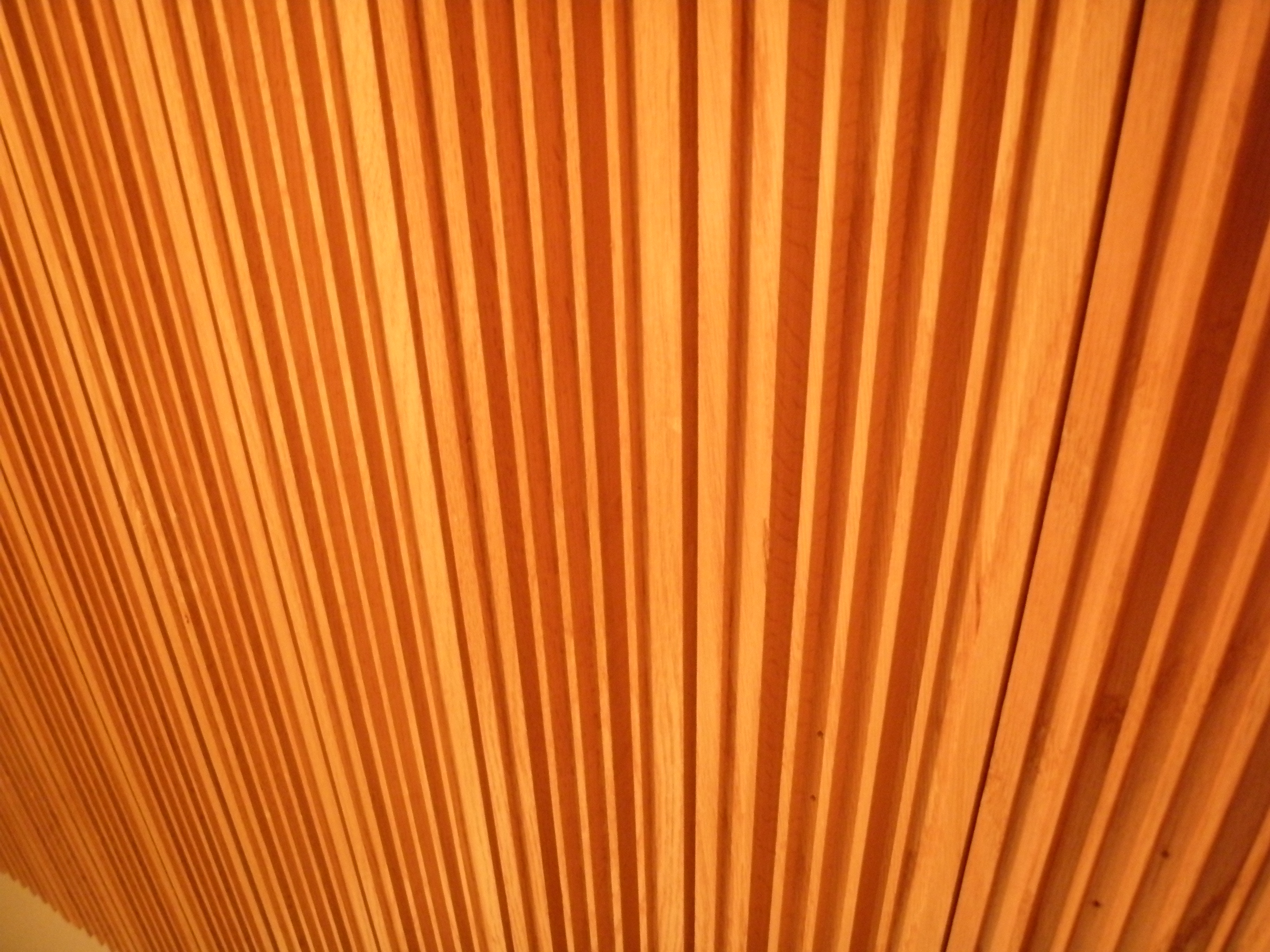
Panel de difusión acústica para altas frecuencias

Cuando una onda sonora longitudinal incide sobre una superficie plana, el sonido se refleja de forma coherente siempre que la dimensión de la superficie reflectante sea grande en comparación con la longitud de onda del sonido. Tenga en cuenta que el sonido audible tiene una gama de frecuencias muy amplia (de 20 a unos 17000 Hz) y, por tanto, una gama muy amplia de longitudes de onda (de unos 20 mm a 17 m). En consecuencia, la naturaleza global de la reflexión varía en función de la textura y la estructura de la superficie. Por ejemplo, los materiales porosos absorben parte de la energía, mientras que los rugosos (en relación con la longitud de onda) tienden a reflejar en muchas direcciones, es decir, a dispersar la energía en lugar de reflejarla de forma coherente. Esto nos lleva al campo de la acústica arquitectónica, porque la naturaleza de estas reflexiones es fundamental para la sensación auditiva de un espacio. En la teoría de la mitigación del ruido exterior, el tamaño de la superficie reflectante desvirtúa ligeramente el concepto de barrera acústica al reflejar parte del sonido en la dirección opuesta. La reflexión del sonido puede afectar al espacio acústico.

### Reflexión sísmica
Las ondas sísmicas producidas por terremotos u otras fuentes (como explosiones) pueden ser reflejadas por las capas internas de la Tierra.  El estudio de las reflexiones profundas de las ondas generadas por los terremotos ha permitido a los sismólogos determinar la estructura de la Tierra en capas.  Las reflexiones más superficiales se utilizan en sismología de reflexión para estudiar la corteza en general y, en particular, para buscar yacimientos de petróleo y gas natural.